# Spedale degli Innocenti

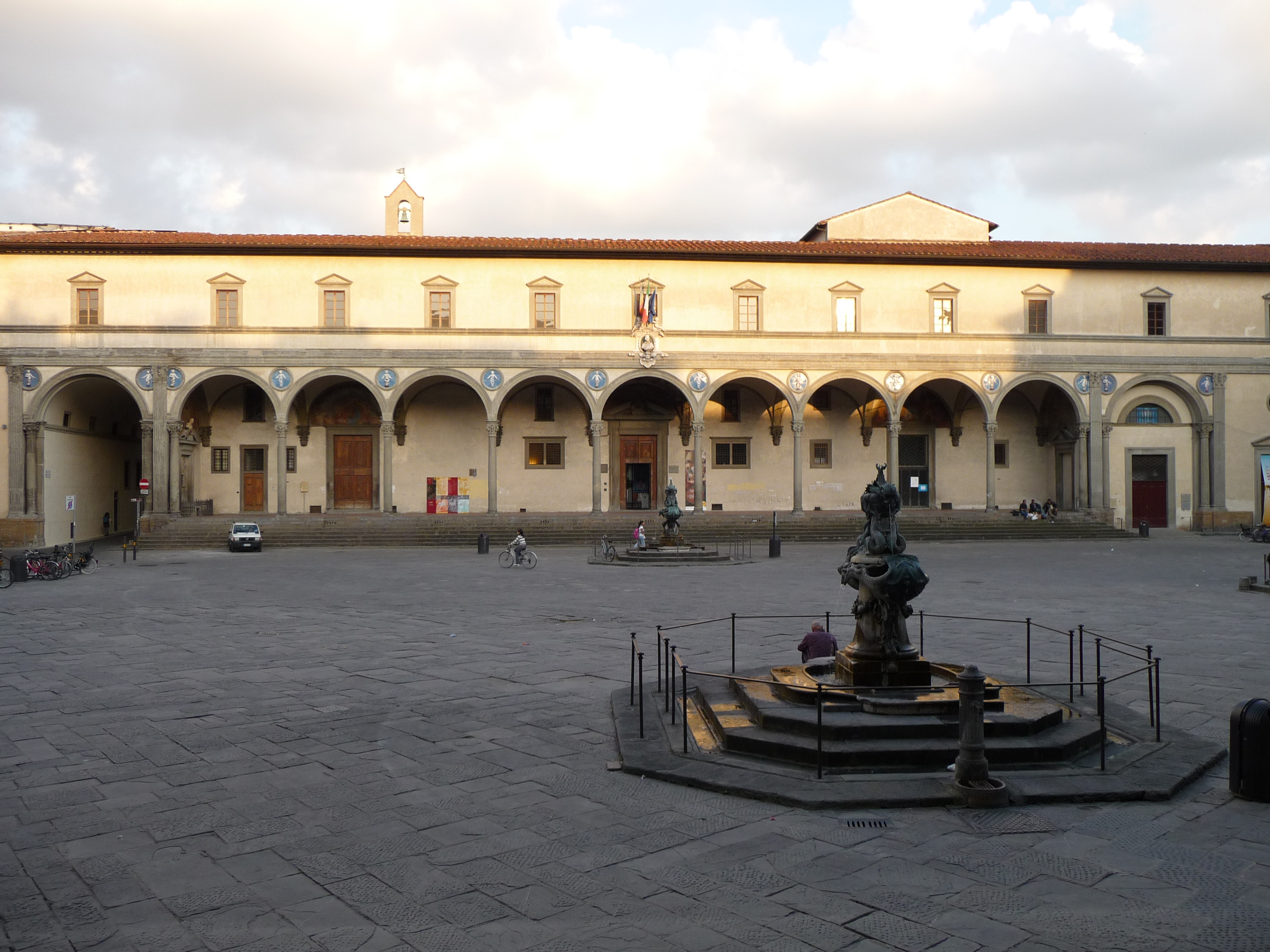
Façana del Spedale degli Innocenti

El Spedale degli Innocenti (català: Hospital dels Innocents) va ser un orfenat de nens de Florència, dissenyat per Filippo Brunelleschi, qui va rebre l'encàrrec el 1419. És considerat un notable exemple de l'arquitectura del primer renaixement italià. L'hospital, amb una galeria enfront de la Plaça della Santissima Annunziata, va ser construït i dirigit per l'«Arte della Seta» o Gremi de la Seda de Florència. Aquest gremi era un dels més rics de la ciutat i, com la major part de les confraries, assumia obligacions filantròpiques.
A l'extrem esquerre del pòrtic hi ha la ruota, un torn de pedra per ficar al nen a l'edifici sense que es veiés al pare. Això permetia a la gent abandonar els seus fills anònimament, perquè fossin atesos a l'orfenat. Aquest sistema va continuar funcionant fins al tancament de l'hospital el 1875. Avui l'edifici allotja un petit museu d'art renaixentista.

## Història
L'edifici, elevat sobre el nivell de la plaça per una sèrie de graons que recorren tota la longitud de la façana, va ser construït en diverses fases de les quals solament la primera (1419-1427) va tenir la supervisió directa de Brunelleschi. Les fases posteriors van afegir l'àtic (1439), però van ometre les pilastres que sembla haver ideat Brunelleschi, i van expandir l'edifici un buit més al sud (1430). El passadís voltat al buit que queda a l'esquerra de la galeria va ser afegit també més tard. Ja que la galeria es va començar abans que l'hospital comencés, l'hospital no va ser obert formalment fins al 1445.

## Disseny

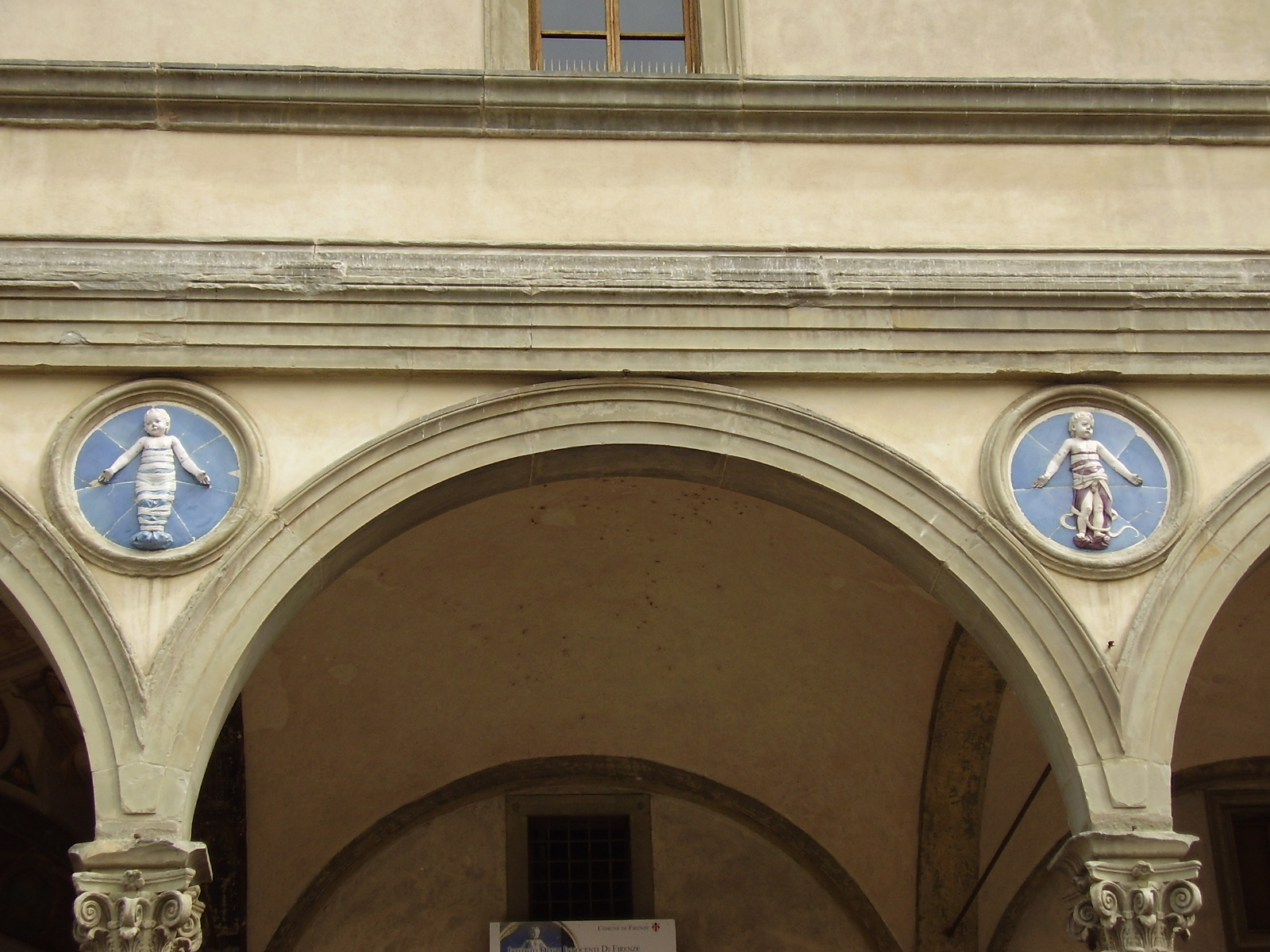
Detall de la decoració exterior

El disseny de Brunelleschi es va basar tant en l'arquitectura de l'Antiga Roma com en l'arquitectura gòtica tardana. La galeria o lògia era un tipus de construcció ben conegut, com la Loggia dei Lanzi. Però l'ús de columnes rodones amb capitells de correcció clàssica, en aquest cas d'ordre compost era una novetat, el mateix que els arcs circulars i les cúpules esfèriques.
Els elements arquitectònics estaven articulats en pedra grisa que destaca contra el blanc de les parets. Aquest motiu es va arribar a conèixer com *pietra serena -significa «pedra fosca»-. També era novetat la lògica proporcional. L'alçada de les columnes, per exemple, no és arbitrària; si es traça una línia horitzontal al llarg de dalt de les columnes, es crea un quadrat amb l'alçada de la columna i la distància d'una columna a la següent. Aquesta ànsia de regularitat i ordre geomètric es convertiria en un important element en l'arquitectura renaixentista.

## Els Tondi

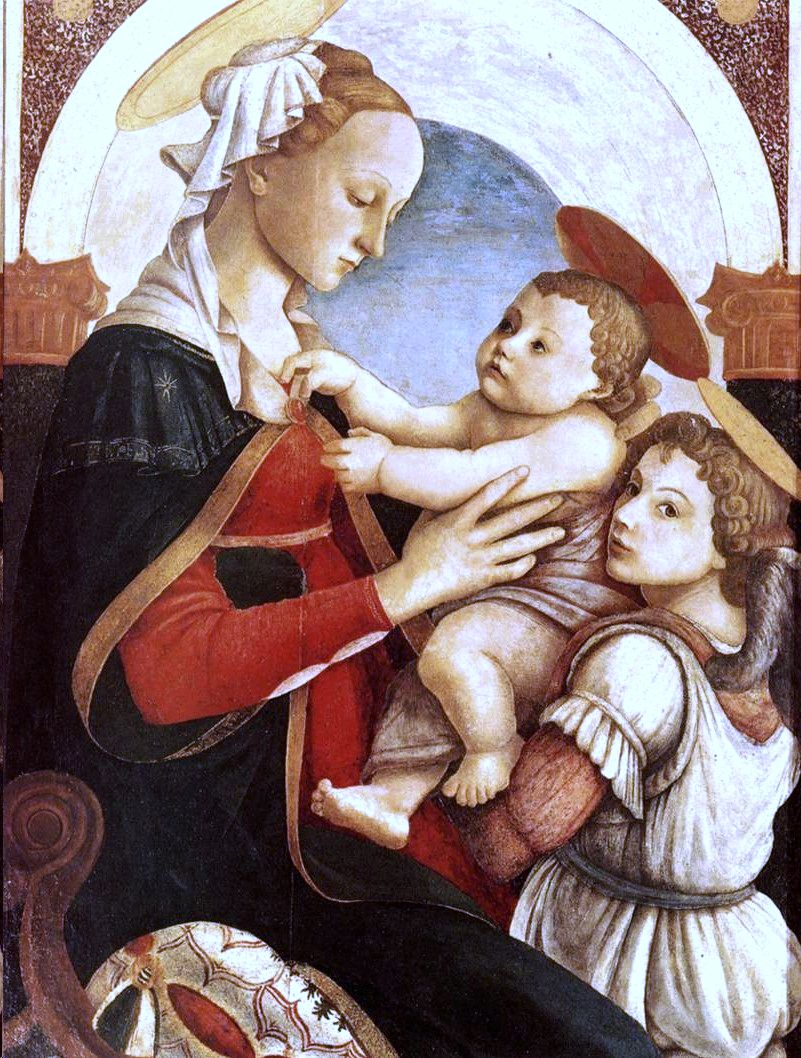
Mare de Déu amb l'Infant i àngel per Sandro Botticelli

Damunt cada columna hi ha una mitjacanya ceràmica. Es va pretendre originàriament per Brunelleschi que fossin concavitats buides, però cap a l'any 1490, van encarregar a Andrea della Robbia que les omplís. El disseny representa nens e] bolquers sobre fons blau, indicatiu del torn on podien deixar-se els nens. Queden alguns dels tondi originals, d'altres són còpies del segle xix.
La insígnia de l'Acadèmia Americana de Pediatria es basa en un d'aquests tondi.
Dins de l'edifici hi ha dos claustres. En una galeria superior hi ha terracotes de della Robbia i pintures de Botticelli, Piero di Cosimo i Domenico Ghirlandaio, sent possiblement les obres més destacades: 
- Mare de Déu amb l'Infant i àngel de Botticelli.
- Noces místiques de Santa Caterina d'Alexandria (1493) de Piero di Cosimo.
- Adoració dels mags, de Ghirlandaio.